# The Heroes of Karn
The Heroes of Karn es un juego de aventuras de 1983 escrito por Ian Gray. Fue lanzado por Interceptor Micros para Commodore 64, Amstrad CPC y ZX Spectrum. La música fue escrita por Chris Cox. Las versiones de Spectrum y Amstrad fueron adaptadas por David M. Banner con gráficos de Terry Greer. Una secuela, The Empire of Karn, fue lanzada en 1985 en el Commodore 64.

## Jugabilidad
El jugador debe rescatar a cuatro héroes que han sido encarcelados mágicamente, y así salvar a la tierra de Karn del dominio de las criaturas malvadas. Los héroes son Beren el espadachín, Istar el mago, Haldir el elfo señor y Khadim el enano.
El analizador del juego acepta oraciones relativamente complejas para el tiempo (por ejemplo, "ataque de almeja gigante con pala"). Los rompecabezas son en su mayoría sencillos, e incluyen el uso de un objeto encontrado en otra parte para derrotar a la criatura que impide el progreso. Las criaturas y los NPCs en el juego, incluidos los propios héroes, son bastante inertes y están muy limitados en sus interacciones. El juego tiene 65 ubicaciones. El juego es en su mayoría texto, con ilustraciones para algunos de los lugares.

## Recepción
La versión Commodore 64 del juego recibió críticas por la carga lenta de escenas gráficas, lo que podría demorar varios minutos en mostrarse por completo. Las versiones Spectrum y Amstrad CPC fueron realizadas por un artista diferente (Terry Greer) y más rápidas de dibujar.